# Клінтвуд (Вірджинія)
Клінтвуд (англ. Clintwood) — місто (англ. town) в США, в окрузі Дікенсон штату Вірджинія. Населення — 1377 осіб (2020).

## Географія
Клінтвуд розташований за координатами 37°9′11″ пн. ш. 82°27′36″ зх. д. / 37.15306° пн. ш. 82.46000° зх. д. (37.152997, -82.459898).  За даними Бюро перепису населення США в 2010 році місто мало площу 4,92 км², з яких 4,92 км² — суходіл та 0,01 км² — водойми. У 2017 році площа становила 5,28 км², з яких 5,27 км² — суходіл та 0,01 км² — водойми.

## Демографія
Згідно з переписом 2010 року, у місті мешкало 1414 осіб у 640 домогосподарствах у складі 386 родин. Густота населення становила 287 осіб/км².  Було 710 помешкань (144/км²).
Расовий склад населення:
| - 98,7 % — білих - 0,3 % — чорних або афроамериканців - 0,1 % — азіатів |

До двох чи більше рас належало 0,6 %. Частка іспаномовних становила 0,4 % від усіх жителів.
За віковим діапазоном населення розподілялося таким чином: 16,9 % — особи молодші 18 років, 59,9 % — особи у віці 18—64 років, 23,2 % — особи у віці 65 років та старші. Медіана віку мешканця становила 46,9 року. На 100 осіб жіночої статі у місті припадало 95,0 чоловіків;  на 100 жінок у віці від 18 років та старших — 88,3 чоловіків також старших 18 років.
Середній дохід на одне домашнє господарство  становив 49 371 долар США (медіана — 39 750), а середній дохід на одну сім'ю — 60 517 доларів (медіана — 61 397). За межею бідності перебувало 15,6 % осіб, у тому числі 23,4 % дітей у віці до 18 років та 6,4 % осіб у віці 65 років та старших.
Цивільне працевлаштоване населення становило 525 осіб. Основні галузі зайнятості: освіта, охорона здоров'я та соціальна допомога — 28,0 %, науковці, спеціалісти, менеджери — 13,9 %, мистецтво, розваги та відпочинок — 13,3 %.